# Wörth (Germania)
Wörth è un comune tedesco di 4 470 abitanti, situato nel land della Baviera.